# Linnaemya scutellaris
Linnaemya scutellaris är en tvåvingeart som först beskrevs av Malloch 1927.  Linnaemya scutellaris ingår i släktet Linnaemya och familjen parasitflugor. Inga underarter finns listade i Catalogue of Life.